# キム・ジェホン
キム・ジェホン（ハングル表記：김재홍、1974年 - ）は、大韓民国の韓国放送公社 (KBS) 所属のアナウンサー。ソウル市で生まれ、1993年にソウル市冠岳区にある南崗（ナムガン）高等学校を卒業し、2000年に成均館大学校の中国哲学科を卒業した。その後30歳を過ぎた2005年にKBSの第31期公開採用でアナウンサーとして採用され入局した。KBSではニュース番組を始め『今日の経済』や『ラブインアジア』などのテレビ番組の司会進行を務め、KBSラジオでは『今日の朝』や『ワールドトゥデイ』などの司会進行を務めている。